# Impressão digital cerebral
A impressão digital cerebral é uma técnica científica que utiliza as ondas de um eletroencefalograma (EEG) para determinar se informações específicas estão armazenadas na memória cognitiva do indivíduo.
A impressão digital cerebral não detecta ou mede mentiras, estresse e emoções. Ele é identificado por meio de ondas cerebrais que medem o comportamento neurológico do cérebro humano. A impressão digital cerebral é determinada pela presença ou ausência de informações. Estatisticamente, comprovou-se que não apresenta falsos positivos nem falsos negativos. A técnica envolve apresentar palavras, frases ou imagens contendo detalhes relevantes sobre um crime ou situação investigada em uma tela de computador, em uma série com outros estímulos irrelevantes. Embora a impressão digital cerebral tenha sido cientificamente comprovado como eficaz e tenha sido utilizado em investigações legítimas, os resultados do teste em si não podem ser admitidos como prova. No entanto, as informações ou materiais descobertos durante o teste podem ser utilizados como evidência em um julgamento legal.
A impressão digital cerebral foi usado pela primeira vez em um caso criminal em 1999, quando um homem chamado James Grinder confessou ter cometido um assassinato que ocorreu 15 anos antes. Em pouco tempo após sua confissão, ele retirou suas declarações. A polícia estava lutando para incriminar Grinder porque as evidências eram antigas. A polícia estava enfrentando dificuldades para incriminar Grinder devido à antiguidade das evidências. A polícia procurou o Dr. Lawrence Farwell, o homem que descobriu a impressão digital cerebral. Pouco tempo depois de fazer o teste, Grinder confessou o assassinato de Julie Helton e mais três outros assassinatos também.